# Abderos
Abderos (altgriechisch Ἄβδηρος Ábdēros) ist eine Gestalt der griechischen Mythologie. Abderos war ein Sohn des Hermes, stammte aus Opus in Lokris und galt als Geliebter des Herakles.
Das Schicksal des Abderos wird in der Sage von Herakles beschrieben: Eine der zwölf Aufgaben, die Herakles auszuführen hatte, bestand darin, die vier wilden fleischfressenden Stuten des Diomedes – des thrakischen Königs der Bistonen – zu stehlen. Nachdem Herakles Diomedes besiegt hatte, warf er ihn den eigenen Pferden zum Fraße vor, sodass diese, gesättigt, für ihn leicht zu zähmen waren. Nachdem er die Pferde entwendet hatte, übertrug Herakles dem Abderos ihre Aufsicht, während er selbst gegen die anstürmenden Bistonen kämpfte. Die Pferde schleiften Abderos in Abwesenheit des Herakles zu Tode oder zerrissen ihn. Herakles gründete anschließend neben dem Grab des Abderos die nach ihm benannte Stadt Abdera. Außerdem stiftete Herakles zu Ehren von Abderos jährliche Agone, bei denen aber – wegen seines Todes durch Stuten – keine Pferderennen stattfanden.
Die Sage des Abderos weist Parallelen zum Mythos des Lykurg auf.
Eine andere Version erzählt, dass Abderos ein Diener des Diomedes war und zusammen mit seinem Herrn von Herakles getötet wurde.